# Yonis Njoh
Yonis Njoh, né le 17 janvier 2004 à Toulouse en France, est un footballeur français qui évolue au poste d'ailier gauche au Viborg FF.

## Biographie

### Carrière en club
Né à Toulouse en France, Yonis Njoh commence le football à L'Union Saint Jean avant de rejoindre le Toulouse FC, en commençant à jouer dès les moins de 12 ans. Il traverse les différentes étapes de sa formation jusqu'à se voir proposer un contrat amateur par le TFC, mais il refuse pour tenter sa chance ailleurs, et rejoint l'US Orléans.
En juillet 2023, Yonis Njoh rejoint le Pau FC.
Le 3 février 2025, il rejoint le club danois du Viborg FF sous la forme d'un prêt jusqu'à la fin de la saison, avec option d'achat.
Le 1er avril 2025, le Viborg FF lève l'option d'achat de Njoh. Il signe alors un contrat de quatre ans, soit jusqu'en juin 2029 et valable à partir du 1er juillet 2025.